# La Muraille d'or
La Muraille d'or (Foxfire) est un film américain de Joseph Pevney sorti en 1955.

## Fiche technique
- Titre : La Muraille d'or
- Titre original : Foxfire
- Réalisation : Joseph Pevney
- Production : Aaron Rosenberg
- Société de production : Universal Pictures
- Scénario : Ketti Frings (en) d'après une histoire de Anya Seton
- Musique : Frank Skinner
- Photographie : William H. Daniels
- Montage : Ted J. Kent
- Direction artistique : Robert Clatworthy et Alexander Golitzen
- Costumes : Bill Thomas
- Pays d'origine : États-Unis
- Format : Couleur (Technicolor) - Son : Mono (Western Electric Recording)
- Genre : Western
- Durée : 87 minutes
- Date de sortie : 13 juillet 1955 première New York (USA)
- Affiches : Constantin Belinsky, Boris Grinsson (France)

## Distribution
- Jane Russell (VF : Nadine Alari) : Amanda
- Jeff Chandler (VF : René Arrieu) : Jonathan Dartland
- Dan Duryea (VF : Paul Lalloz) : Hugh Slater
- Mara Corday (VF : Joëlle Janin) : Maria
- Barton MacLane (VF : René Blancard) : M. Mablett
- Frieda Inescort (VF : Marcelle Hainia) : Mme Lawrence
- Celia Lovsky : Saba
- Eddy Waller (VF : René Génin) : Old Larky
- Robert F. Simon (VF : Jacques Beauchey) : Ernest Tyson
- Charlotte Wynters : Mme Mablett
- Robert Bice (VF : Georges Aminel) : Walt Whitman
- Arthur Space (VF : René Sauvaire) : Foley